# Chunyu Qiong
En aquest nom xinès, el cognom és Chunyu.
Chunyu Qiong (mort el 200 EC) va ser un general militar servint sota el senyor de la guerra Yuan Shao durant el període de la Dinastia Han Oriental de la història xinesa. Va tenir un paper significatiu en la batalla de Guandu en el 200.

## Biografia
Poc és conegut sobre el rerefons de Chunyu a part que el 188, va ser coronel del nou Exèrcit del Jardí Occidental juntament amb Yuan Shao i Cao Cao. Hauria abandonat la capital més o menys al mateix temps que Yuan i es va unir coalició contra Dong Zhuo en el 190. És clar que a final de la dècada, Chunyu s'havia convertit en un dels principals comandants de Yuan Shao. En una posterior commemoració executada per Cao Cao, aquest últim es va referir a ell com «un gran general sota Yuan Shao» (紹大將).
El 195, l'estrateg de Yuan Shao Ju Shou suggerí que donés la benvinguda a l'Emperador Xian a la seva província perquè pogués efectivament controlar el govern imperial, però Chunyu Qiong es va oposar-hi —sota la lògica defectuosa que si ho feia, ell n'hauria de cedir-li les decisions claus a l'Emperador Xian. Yuan escoltà a Chunyu i va deixar passar l'oportunitat que sí que aprofità Cao Cao.
El 200, Cao Cao havia esdevingut el principal rival de Yuan per la dominació del nord de la Xina. En les preparacions pel xoc, Chunyu es posicionà amb Guo Tu en contra de Ju Shou, reclamant una estratègia més agressiva contra Cao Cao. Com a resultat, se li va donar el comandament d'un terç de l'exèrcit de Yuan juntament amb Guo. A la primavera del 200, s'uní a Guo i Yan Liang en un atac a Boma, que era sota el control del general de Cao Cao, Liu Yan.
En les últimes etapes de la batalla de Guandu, Chunyu hi va dirigir més de 10.000 tropes a Wuchao, uns 40 li al nord del campament principal de Yuan, per rebre un nou enviament de subministrament de gra. A sol ixent, va ser sorprès per una incursió dirigida pel mateix Cao. La cavalleria de Yuan Shao va ser derrotada i Chunyu va ser capturat durant la batalla. Més tard, se li va tallar el nas, i va ser portat davant de Cao que li preguntà, «Què tens a dir al teu favor?» i Chunyu va respondre: «El cel decideix el vencedor, quina necessitat tens de preguntar?» Impressionat amb la resposta Cao va voler perdonar-li la vida, però Xu You instà Cao de matar Chunyu, dient que Chunyu més tard es venjaria d'ell per haver-li tallat el nas. Cao llavors ordenà que Chunyu fóra executat.
Amb la caiguda de Wuchao, la posició de Yuan Shao es va esfondrar i un grapat dels seus comandants, tals com Gao Lan i Zhang He, va fer defecció cap a Cao Cao. La derrota de Chunyu a Wuchao li ha fet guanyar una reputació en el folklore xinès com un comandant sense cap capacitat real.

## En la ficció
A la novel·la històrica del Romanç dels Tres Regnes de Luo Guanzhong, Chunyu és descrit com un gran bevedor i sovint se'l veu amb una ampolla de vi. Durant la Batalla de Guandu, Yuan Shao deixa Chunyu com el supervisor d'un important depòsit de subministraments a Wuchao. Quan Cao Cao, que havia prestat orella a un consell de Xu You', va trobar el depòsit, Chunyu estava begut en eixe moment i no va poder defensar decentmpent el lloc. Açò va donar una opportunitat a Cao que va reeixir la crema del depòsit. Posteriorment, Cao mutilà Chunyu i el va enviar de tornada a Yuan Shao. El furiós Yuan va ordenar l'execució de Chunyu.